# La fiesta de Baco (Koninck)
La fiesta de Baco (en neerlandés: Bacchusfeest) es una pintura al óleo sobre lienzo que fue terminada en 1654 por el pintor holandés Philips Koninck. La pintura se exhibe en el Museo Bredius de La Haya. Alguna vez se pensó que era una alegoría de los cinco sentidos, pero puede representar un festival celebrado por la Guilda de San Lucas de Ámsterdam, una celebración de los Bentvueghels o una reunión de la Cámara de Retórica.

## Historia
La pintura es del pintor neerlandés de mediados del siglo XVII, Philips Koninck, que trabajó en Ámsterdam y es conocido por sus paisajes y retratos. Pudo haber sido alumno de Rembrandt. Koninck firmó y fechó el cuadro «P. Koning: 1654». Fue pintado para Jacob Faes (1621-1661), un rico comerciante de Ámsterdam. El poeta neerlandés Joost van den Vondel escribió un poema breve, «Sobre el triunfo de Baco, para Jacob Faes, de Philips Koninck», al respecto en 1654. La pintura se vendió en una subasta en 1783. Posteriormente fue adquirido por el coleccionista de arte Abraham Bredius, quien lo donó al Museo Bredius en 1925.

## Descripción
En el centro de la pintura se destaca un hombre corpulento y sin camisa sentado sobre un barril de vino. Sostiene una copa en alto y está adornada con vides, en alusión a Baco, el dios romano del vino. Hay trece personas rodeándolo. A la derecha, una persona toca música, mientras que otra lleva un sombrero de copa y está junto a un burro. Otro tiene una pipa de tabaco neerlandesa de arcilla blanca en su sombrero de copa. El cuadro los muestra celebrando, como en una bacanal.
Se ha pensado que representa los cinco sentidos. En el catálogo del Museo Bredius de 1928 de F. Julius Oppenheim, figuraba como Honor a Baco: una alegoría de los cinco sentidos. Sin embargo, el historiador de arte Horst Gerson escribió que la pintura probablemente representaba un festival de la Guilda de San Lucas de Ámsterdam. Observó que Koninck asistió al festival el 21 de octubre de 1654. Gerson también describió la pintura como parecida a la obra del artista neerlandés Jan Steen e incluso a El Bosco. El historiador de arte Willem R. Juynboll pensó que la pintura posiblemente representaba una celebración de los Bentvueghels, una sociedad de artistas neerlandeses y flamencos que vivían en Roma. También puede representar una reunión de la Cámara de Retórica, similar a varias pinturas de Steen o una atribuida a Hendrik Gerritsz. Pot, que mostraba una disputa entre los «poetas de Baco».

## Legado

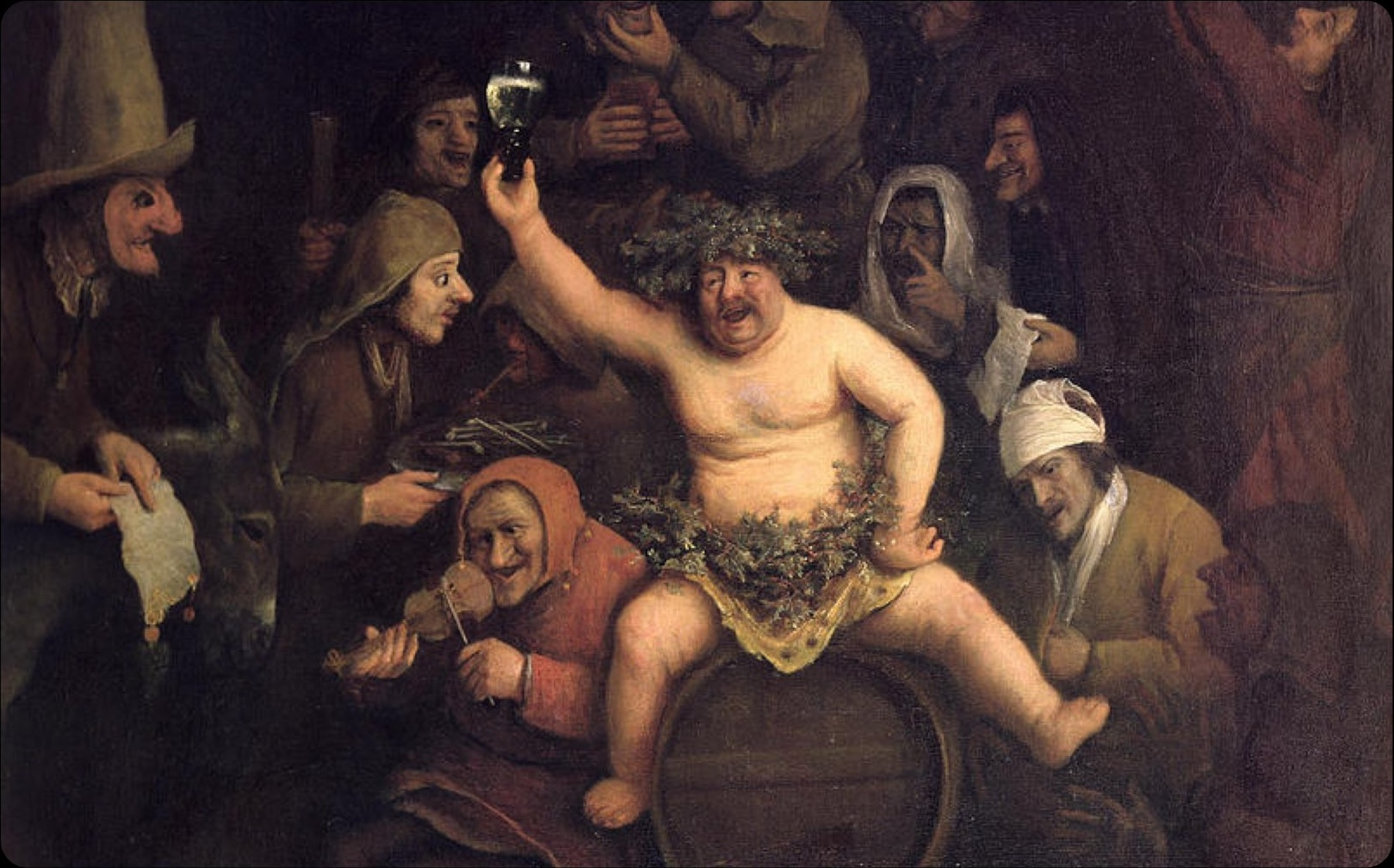
La fiesta de Baco, versión publicada.

La pintura se volvió viral después del partido de playoffs divisional de la NFL disputado entre los Kansas City Chiefs y los Buffalo Bills el 21 de enero de 2024. La National Football League se puso en contacto con LJ Rader de ArtButMakeItSports para ver si una foto de Jason Kelce celebrando un touchdown de su hermano Travis Kelce podría combinarse con una obra de arte adecuada. Rader publicó una foto de Kathryn Riley con una versión recortada y reflejada de la pintura, una pareja de celebraciones sin camisa. Ha sido visto más de 8 millones de veces.